# جاستن هنتر
جاستن هنتر (بالإنجليزية: Justin Hunter)‏ هو لاعب كرة قدم أمريكية أمريكي، ولد في 20 مايو 1991 في فرجينيا بيتش في الولايات المتحدة.

## وصلات خارجية
- جاستن هنتر على موقع الاتحاد الدولي لألعاب القوى (الإنجليزية)
- جاستن هنتر على موقع مرجع كرة القدم المحترفة.كوم (الإنجليزية)